# Sabzewar
Sabzewar (persisch سبزوار, DMG Sabzewār, IPA: [sæbzeˈvɒr]), früher Beihagh, ist die Hauptstadt des Verwaltungsbezirk Sabzewar in der Provinz Razavi-Chorasan. 2016 hatte die Stadt über 243.000 Einwohner. Die Stadt liegt etwa 220 Kilometer westlich der Provinzhauptstadt Maschhad im Nordosten Irans.

## Klima
Das Klimaklassifizierungssystem von Köppen-Geiger klassifiziert das Klima als semiarides Klima (BSk). Die durchschnittliche Jahrestemperatur beträgt 16,1 Grad.

## Geschichte
Die Geschichte von Sabzewar reicht bis ins 1. Jahrtausend vor Christus zurück. Zu den antiken Überresten gehört der Feuertempel Asarbarsin, der noch sichtbar ist.
Nach der mongolischen Invasion in Iran war die Stadt der erste Teil Irans, der sich unter der Führung der Sarbedaran-Bewegung seiner Freiheit näherte.
Im 14. Jahrhundert fiel Timur in Iran ein und zerstörte die Stadt vollständig. Zeitgenössische Quellen erwähnen, dass 90.000 Menschen von Timur ermordet wurden. Nachdem er alle Männer in der Stadt getötet hatte, ließ er ihnen die Köpfe abschneiden und errichtete 3 Pyramiden aus den Köpfen auf dem heutigen Platz in Sarberiz (was „Kopf ab!“ bedeutet).
Die Provinz Sabzewar war von den Safawiden an die Usbeken von Transoxanien verloren gegangen, wurde jedoch nach einer Gegenoffensive der Safawiden um 1600 zusammen mit Herat und Farah zurückerobert.

## Wirtschaft
Sabzewar ist das Handelszentrum für eine landwirtschaftliche Region, in der Trauben angebaut werden. Es gibt eine kleine Industrie für Lebensmittelverarbeitung, Kupferwaren und Elektromotoren. Über den alten Basar von Sabzewar werden frisches, getrocknetes und konserviertes Obst und Gemüse exportiert.

## Infrastruktur
Sabzewar ist über Straßen mit Teheran und Mashhad verbunden. Der Flughafen Sabzewar bietet Inlandsflüge an.

## Bildung
Sabzewar besitzt mehrere Universitäten. Die Hakim Sabzevari Universität (HSU) ist eine der renommiertesten öffentlichen Universitäten in Iran und die älteste Universität in der Stadt. Die HSU wurde 1973 gegründet, als sie Kar Universität hieß. Nach der Iranischen Revolution von 1979 wurde diese Universität bis 1987 geschlossen. Die HSU wurde unter einem neuen Namen wieder gegründet. In der Stadt befindet sich auch ein Ableger der Islamischen Azad-Universität.

## Söhne und Töchter der Stadt
- Mulla Hadi Sabzawari (* 1797/1798–1873), Geistlicher
- Mohammad-Reza Rahchamani (1952–2020), Mediziner und Politiker
- Hamideh Esmaiel Nejad (* 1997), Sprinterin